# Per-Ola Olsson (friidrottare)
Per-Ola Olsson, född 15 maj 1961, är en svensk före detta friidrottare (sprinter) och bobsleighåkare. Han tävlade för Västerås IK och (från 1981) IK VIK Friidrott. I bobsleigh tävlade han för Djurgården. Han blev 1984 Stor grabb nummer 346 i friidrott.
Han deltog i det svenska stafettlandslaget som kom åtta i EM-finalen i Aten år 1982. Han deltog även i det svenska stafettlaget på 4x400 meter som kom sjua vid VM i friidrott i Helsingfors år 1983. Olsson var uttagen till de olympiska spelen i Los Angeles 1984 på 4x400 meter. En skada i lårets baksida en månad före OS satte dock stopp för deltagande. Individuellt deltog han på 200 meter vid EM i Aten där han blev utslagen i försöksheatet. I de öppna kinesiska mästerskapen 1981 i Peking blev han tvåa på 200 meter.
1981 satte han nordiskt juniorrekord på 200 meter med tiden 21,06, ett rekord som senare överträffades. Samma år, 1981, deltog han i fem grenar i Finnkampen. 100 meter, 200 meter, 400 meter samt de bägge stafetterna 4x100 meter och 4x400 meter. Han segrade på 200 meter och de bägge stafetterna och kom tvåa på 100 meter och 400 meter. Han deltog under sin karriär i åtta Finnkamper, 1980-1987. Totalt sprang han 23 lopp i Finnkamperna under dessa år. I 17 av loppen blev det medalj varav 10 segrar. 1986 och 1987 var han lagkapten i herrlandslaget. Han deltog under sin karriär i fyra Europamästerskap inomhus på 60 och/eller 200 meter.
År 1985 mottog han VLT priset när han blev utsedd till Västmanlands bäste idrottare.
Olsson var också landslagsman i bobsleigh där han deltog i EM 1981 i Innsbruck och i världscupen 1991 i Winterberg. I EM blev det två 15:e platser i två- respektive fyrmansbob och i världscupen en 28:e plats i tvåmansbob och en 24:e plats i fyrmansbob.

## Personliga rekord
- 100 m: 10,56 s (Västerås, 16 augusti 1985)[9]
- 200 m: 21,06 s (Västerås 18 augusti 1981)[10]
- 400 m: 47,11 s (Prag, Tjeckoslovakien 20 augusti 1983)[11]

### Fotnoter
1. 1 2 3 4 5   Svenska Mästerskapen i friidrott 1896-2005. Trångsund: Erik Wiger/TextoGraf Förlag. 2006. ISBN 91-631-9065-6, sid 37
2. 1 2 3 4 5   Svenska Mästerskapen i friidrott 1896-2005. Trångsund: Erik Wiger/TextoGraf Förlag. 2006. ISBN 91-631-9065-6, sid 40
3. ↑   Svenska Mästerskapen i friidrott 1896-2005. Trångsund: Erik Wiger/TextoGraf Förlag. 2006. ISBN 91-631-9065-6, sid 41
4. 1 2 3   Svenska Mästerskapen i friidrott 1896-2005. Trångsund: Erik Wiger/TextoGraf Förlag. 2006. ISBN 91-631-9065-6, sid 45
5. 1 2 3 4   Svenska Mästerskapen i friidrott 1896-2005. Trångsund: Erik Wiger/TextoGraf Förlag. 2006. ISBN 91-631-9065-6, sid 153
6. ↑   Svenska Mästerskapen i friidrott 1896-2005. Trångsund: Erik Wiger/TextoGraf Förlag. 2006. ISBN 91-631-9065-6, sid 159
7. 1 2  Stora grabbars märke Läst 2015-06-24
8. ↑  friidrott.se:s Stora Grabbar-sida Arkiverad 31 mars 2016 hämtat från the Wayback Machine. Läst 2015-06-24
9. ↑   Sverigebästa genom tiderna i friidrott. Trångsund: Bengt Holmberg/TextoGraf Förlag. 2009. ISBN 978-91-977146-3-1, sid 16
10. ↑   Sverigebästa genom tiderna i friidrott. Trångsund: Bengt Holmberg/TextoGraf Förlag. 2009. ISBN 978-91-977146-3-1, sid 50
11. ↑   Sverigebästa genom tiderna i friidrott. Trångsund: Bengt Holmberg/TextoGraf Förlag. 2009. ISBN 978-91-977146-3-1, sid 77